# Tłuste (rejon czortkowski)

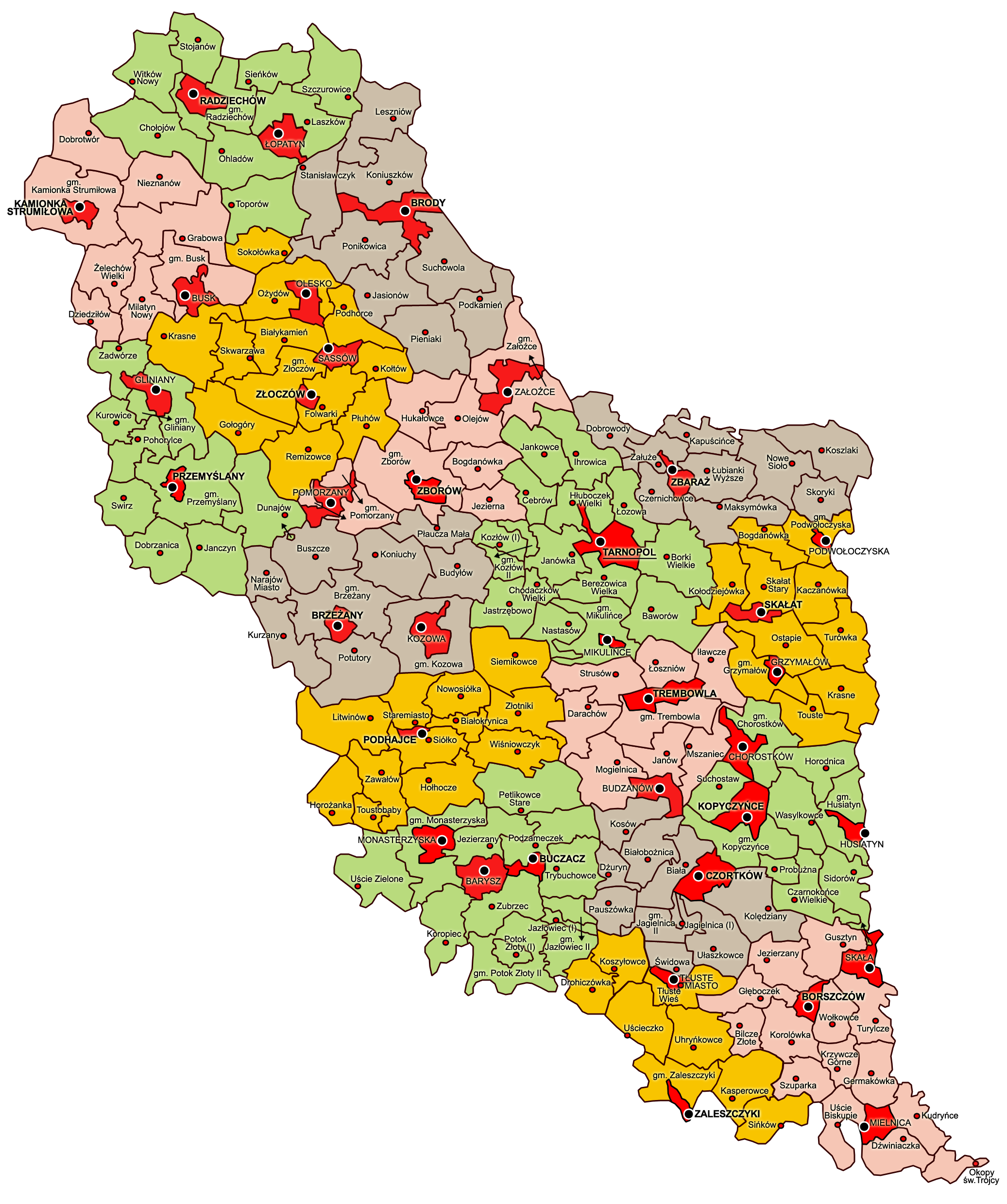
Województwo tarnopolskie do 17 września 1939, położenie na mapie

woj. tarnopolskie, II Rzeczpospolita

Tłuste (daw. Tłuste Miasto; także Touste, Tołste; ukr. Товсте, Towste) – osiedle typu miejskiego na Ukrainie, znajdujące się w obwodzie tarnopolskim i w rejonie czortkowskim.
Do 2020 w rejonie zaleszczyckim.
Znajduje się tu stacja kolejowa Tłuste, położona na linii Biała Czortkowska – Zaleszczyki – Stefaneszty.

## Historia
Wieś lokowana w roku 1449, prawa miejskie uzyskała w 1549. Była własnością Jazłowieckich, Potockich, w 1701 potwierdzono prawa miejskie. Od połowy XVIII do początku XX wieku klucz Słoneckich herbu Korab.
W okresie międzywojennym miasto znajdowało się w powiecie zaleszczyckim województwa tarnopolskiego. 1 kwietnia 1934 roku miejscowość otrzymała prawa miejskie.
Od września 1939–1941 znalazło się pod okupacją sowiecką, a później od 1941–1944 pod okupacją niemiecką. Pod okupacją niemiecką pozbawione praw miejskich i połączono ze wsią Tłuste Wieś; → gmina Tłuste.
W 1943 Niemcy i Ukraińska Policja Pomocnicza zlikwidowali getto w Tłustem, mordując ok. 2000 Żydów. W tym samym roku wymordowali także kilkuset Żydów przywiezionych do miasta z Rumunii i Węgier. Także w 1943 nacjonaliści ukraińscy zamordowali tutaj lub w pobliżu 9 Polaków, w tym miejscowych duchownych rzymskokatolickich, ks. proboszcza Stanisława Szkodzińskiego i ks. wikarego Bronisława Majkę.
W latach 1945–1991 Tłuste znajdowały się w Ukraińskiej SRR.
W 1989 liczyło 4689 mieszkańców.
W 2013 liczyło 3348 mieszkańców.

## Zabytki

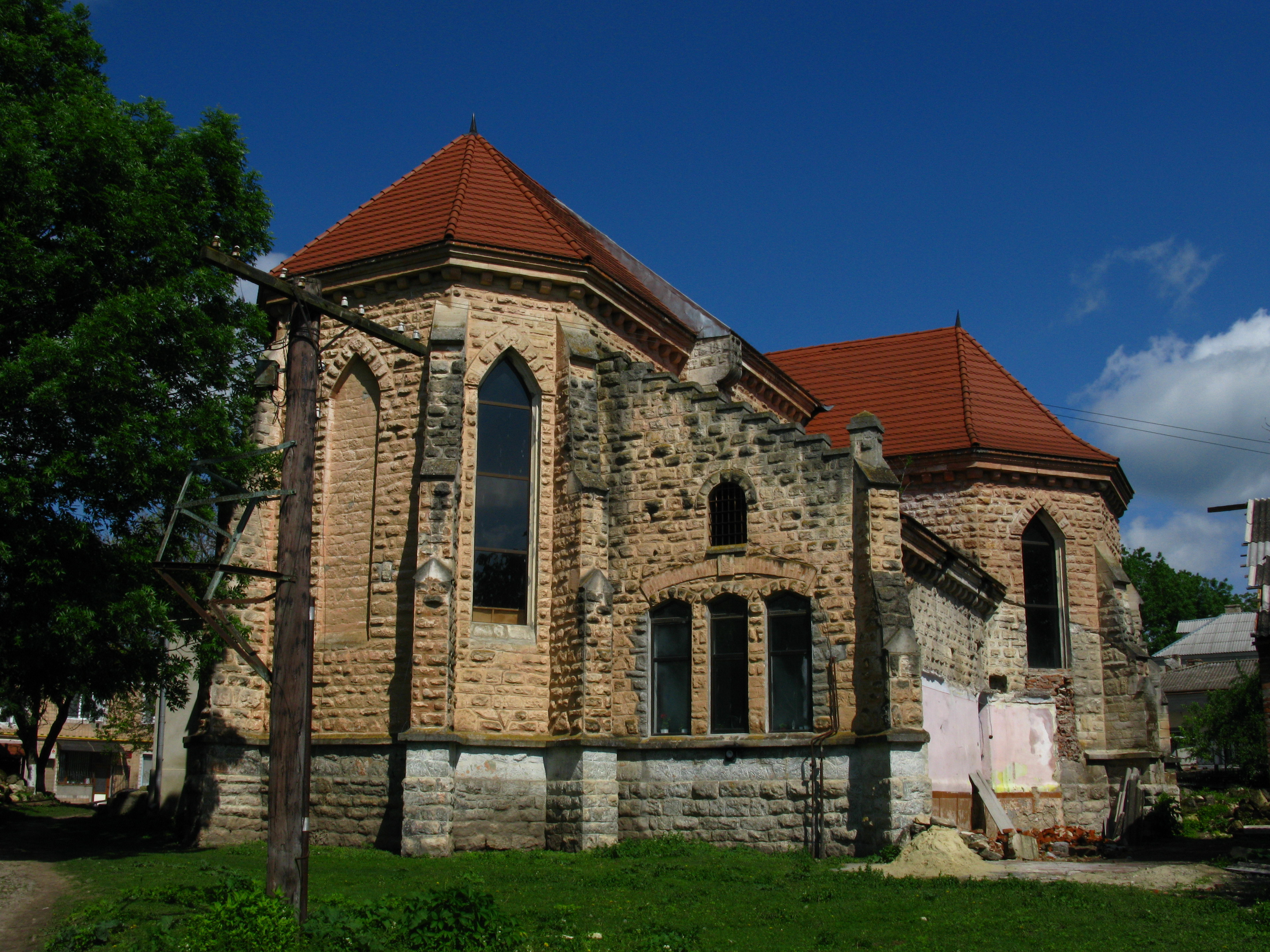
Kościół św. Anny przebudowany według projektu Jana Sas-Zubrzyckiego

- zamek w Tłustem(inne języki), który wybudował Michał Jazłowiecki, starosta chmielnicki[9]
- kościół pw. św. Anny[10] - w 1717 dzięki fundacji Joanny Łosiowej, wdowy po Wojciechu, w mieście erygowano parafię rzymskokatolicką; w 1741  wzniesiono murowany kościół[11][12],  konsekrowany w 1871[13]; pod koniec XIX w. parafia obejmowała kilkanaście okolicznych wiosek i liczyła 3 tys. wiernych; w latach 1909–1912 kościół przebudowano według projektu architekta Jana Sas-Zubrzyckiego[14]. W 1932 r. nastąpiła jego ponowna konsekracja. Po II wojnie światowej zburzono wieżę kościelną, a sam kościół zaadaptowano na szpital położniczy i dom kultury. W 2000 r. świątynia wróciła do katolików. Ponownie otrzymała ona wezwanie św. Anny. Posługują w niej ojcowie dominikanie, którzy dojeżdżają z klasztoru w Czortkowie[15][16].
- cerkiew św. Michała w Tłustem[17]. z lat 1912-1939 wzniesiona z nietynkowanej cegły w stylu neobizantyjskim
- cmentarz żydowski[9]

## Ludzie związani z miastem
- Paweł Bagiński – polski pedagog i polonista,
- Henryk Biegeleisen – polski etnograf i historyk literatury polskiej,
- Roman Czerniawski – polski szpieg i podwójny agent
- Zbigniew Herman (1935–2010) – polski uczony, lekarz, farmakolog, członek PAU, profesor,
- Jan Hirschler – polski biolog, profesor zoologii i anatomii porównawczej, wykładowca Uniwersytetu Lwowskiego,
- Franciszek Polniaszek – polski doktor prawa, pułkownik dyplomowany, organizator Drużyn Strzeleckich, uczestnik wojny 1919–1921, dowódca brygady ON „Lwów”, zamordowany w 1940 w Charkowie,
- Tadeusz Remer – (ur. 15 maja 1894, zm. 8 sierpnia 1971) – polski nauczyciel, bibliotekarz, porucznik piechoty Wojska Polskiego.
- Jan Sas-Zubrzycki – polski architekt, teoretyk architektury, konserwator sztuki, profesor Politechniki Lwowskiej.
- Aleksander Semkowicz (ur. 17 czerwca 1885 w Tłustem, zm. 8 lipca 1954 w Warszawie) – polski bibliograf i introligator, miłośnik literatury Adama Mickiewicza, senator w II Rzeczypospolitej. Był inicjatorem powołania i od 1952 roku pierwszym dyrektorem Muzeum Literatury im. Adama Mickiewicza w Warszawie.

### Sprawiedliwi wśród Narodów Świata(ratujący Żydów w Tłustem)
Osoby na polskiej liście Sprawiedliwych
- Anna Domańska i jej dzieci: Bogdan Domański, Maria Domańska i Emilia Grynenko z d. Domańska[18][19] - ukrywali 9 Żydów
- Józef i Helena Ojakowie - ukrywali Barucha Milcha i Jakuba Weinloesa[20]
- Karol Wolański - na terenie swojego gospodarstwa ukrywał czworo Żydów[21]

Osoby na ukraińskiej liście Sprawiedliwych
- Antin Izwolski (lub Nawolski) - ksiądz greckokatolicki, który niósł pomoc Żydom na różne sposoby, m.in. ukrywając ich u siebie podczas antyżydowskich "akcji"; w czerwcu 1941 sprzeciwił się pogromowi[22][23]
- Mychajło i Wiktorija Seńkiwowie - małżeństwo, które ukrywało Pesacha Katsa[24][23]

- Hryhorij i Hanna Tymusiowie - małżeństwo, które ukrywało w piwnicy 6 Żydów[25][23]

## Pobliskie miejscowości
- Czerwonogród
- Skałat
- Torskie